# Lamyropappus schakaptaricus
Lamyropappus schakaptaricus là một loài thực vật có hoa trong họ Cúc. Loài này được (B.Fedtsch.) Knorr. & Tamamsch. mô tả khoa học đầu tiên năm 1954.